# Principato della Croazia Dalmatica
Il Principato della Croazia Dalmatica (in croato Kneževina Primorska Hrvatska) fu un principato croato fondato nel territorio della ex provincia romana della Dalmazia. Fu centro di competizione tra l'Impero carolingio e l'Impero bizantino per il dominio nella zona. La Repubblica di Venezia e la Croazia Dalmatica furono rivali dai primi decenni del IX secolo fino ai secoli successivi e combatté battaglie contro il Primo Impero bulgaro, dopodiché le loro relazioni migliorarono col passare del tempo, e gli Arabi. Conobbe periodi di vassallaggio per i Franchi o i Bizantini fino al 879, quando Papa Giovanni VIII riconobbe il principato come stato totalmente indipendente. Esistette fino al 925, quando la Croazia Dalmatica fu unita al Principato della Croazia Pannonica, sotto il governo di Tomislao I di Croazia, da principato divenne un regno.

## Storia

### Contesto storico
La maggior parte della Dalmazia nel VII secolo era sotto il controllo del Khanato degli Avari, una confederazione di tribù nomadi fondata dal popolo omonimo che sottomisero le tribù slave che si trovarono nell'area. Nel 614 gli Avari e gli Slavi sottomessi distrussero la capitale del thema bizantino della Dalmazia, Salona e controllarono la regione fino a quando i Croati non li scacciarono.
Il primo principe croato conosciuto, citato dall'imperatore bizantino Costantino VII Porfirogenito nell'opera De administrando imperio, fu Porga. Dopo la sconfitta degli Avari del 632 da parte del sovrano Samo, del khan dei Proto-bulgari Kubrat e dei Croati bianchi, un gruppo europeo di tribù slave occidentali, questo si stabilì in Dalmazia su consiglio dell'imperatore bizantino Eraclio I che permise loro di stabilirsi lì, oppure dopo averli sconfitti migrò attraverso il fiume Sava dalla Pannonia e si stabilì in Dalmazia. Comunque, una nuova ondata di Avari invase nuovamente la Pannonia nel 677, ma questa volta fino al Sava e al Danubio. All'inizio del IX secolo la Croazia Dalmatica emerse come un nuovo Stato con un principe che la governava. Fu suddiviso in 11 contee. La loro cristianizzazione cominciò appena il loro insediamento in Dalmazia, anche se all'inizio del IX secolo parte dei croati era pagana.

### Vassallo dei Franchi
I Franchi acquisirono il controllo della Dalmazia nel 790 e nel primo decennio del IX secolo. Nel 788 Carlo Magno, dopo aver sottomesso i Longobardi conquistando la loro capitale Pavia nel 774 deponendo l'ultimo re longobardo Desiderio, si mosse verso est e sottomise l'Istria. Nel 799 i Franchi sotto il comando di Eric del Friuli furono sconfitti a Tersatto, in Liburnia. Nonostante questo nel 803 il dominio franco fu riconosciuto in quasi tutta la Dalmazia settentrionale, allo stesso tempo guerreggiarono contro l'Impero romano d'Oriente fino al 812, quando fu siglato il Trattato di Niceforo. Dal 810 Borna di Croazia governò la maggior parte della Dalmazia settentrionale come vassallo dell'Impero carolingio. Nel 821 morì e gli succedette suo nipote Ladislao.

### Tra Occidente e Oriente
Il Principato della Croazia Dalmatica era conteso tra le due maggiori potenze dell'epoca: l'Impero bizantino ad est che voleva riprendersi il controllo della Dalmazia perso nel VII secolo a causa dell'insediamento dei Croati nel territorio e l'Impero carolingio ad ovest che voleva anch'esso controllarla.
Nella seconda metà del IX secolo i Croati svilupparono la propria marina. Insieme ai Narentani, che, al contrario della maggior parte dei Croati, erano ancora di religione pagana e attaccarono di frequente nel Mar Adriatico le navi che passavano di lì che effettuavano spedizioni o viaggi, soprattutto veneziane a tal punto che nel 839 il doge Pietro Tradonico attaccò la costa croata e l'entroterra, ma mentre l'attacco era in corso firmò la pace con Mislav di Croazia a San Martino. Attaccò anche le isole dove abitavano i Narentini, ma lo sconfissero sotto un certo Diuditum. In seguito a questi eventi la pirateria nell'Adriatico continuò così come la rivalità con Venezia come testimoniato da un contratto tra Lotario I e il Doge, in cui si impegnava a difendere le città adriatiche e l'Istria dalle incursioni slave.
Nel 845 Trpimir I di Croazia gli succedette alla guida dello stato, che continuò il vassallaggio verso i Franchi dopo di lui e nel 846 attaccò le città costiere di Bisanzio e il loro patricius con un certo successo. Tra l'854 e il 860 dovette affrontare l'invasione bulgara sotto Boris I nella Bosnia nord-orientale che finì in una sconfitta, costringendo Boris I a firmare un trattato. Prima di questa guerra bulgari e croati convissero pacificamente. Nel 864 il principe Domagoj di Croazia, fondatore della dinastia che ha preso il nome da lui, usurpò il trono dopo la morte di Tripmir costringendo i figli, compreso il futuro sovrano Zdeslav, a rifugiarsi a Costantinopoli. Durante il suo regno la pirateria era una pratica molto diffusa sulla costa dalmata. Domagoj guerreggiò contro arabi, veneziani e franchi. Nel 871 aiutò i Franchi, in quanto loro vassallo, ad assediare e prendere Bari ai danni degli arabi, ma quando Carlomanno di Baviera ascese al trono organizzò una rivolta contro di loro ed ebbe successo, infatti l'influenza franca cessò completamente e allo stesso tempo inizio quella bizantina. Nel 876 morì e Zdeslav, che invece aveva legami con Bisanzio, ne approfittò per tornare dall'esilio per usurpare il trono dal figlio senza nome di Domagoj e ristabilì la pace con Venezia due anni dopo.

### Regno indipendente
Il principato di Zdeslav di Croazia fu breve, infatti durò solo 3 anni, dal 876 al 879, quando Branimir della dinastia Domagojevic lo uccise durante una rivolta guidata da lui stesso con l'appoggio di Papa Giovanni VIII, che temeva la sempre crescente influenza bizantina sulla penisola balcanica. Branimir, essendo sostenitore del Papa, affidò lui e il suo Paese alla Santa Sede e nello stesso anno il suo Paese fu riconosciuto come stato indipendente da parte dello Stato Pontificio. Nella seconda metà del IX secolo l'influenza papale sullo stato aumentò considerevolmente. Muncimir, figlio minore di Tripmir, salì al trono dopo la morte di Branimir attorno al 892, segnando il ritorno al potere della dinastia Trpimirovic. Durante la sua leadership, i Magiari devastarono i Carpazi, attraversarono il bacino di questa catena montuosa, invasero l'Italia settentrionale e misero in pericolo il suo principato sconfiggendo il Ducato della Bassa Pannonia. Governò fino al 910, quando l'ultimo principe e primo re di Croazia Tomislao gli subentrò. Nella Historia Salonitana, cronaca del XIV secolo scritta da Tommaso Arcidiacono, si menziona Tomislao come principe di Croazia nel 914. Combatté contro i Magiari all'inizio del suo regno. Durante la Guerra bulgaro-bizantina, verso il 923, i bizantini si allearono con la Croazia. Negli anni precedenti i bulgari, avevano ottenuto numerose vittorie contro l'Impero bizantino, tanto da minacciare pericolosamente Costantinopoli. Nel 924 Simeone I il Grande depose Zaharija dal trono in Serbia. Nel 926 invase il principato venendo però sconfitto nettamente sugli altipiani bosniaci. Nel 927 Papa Giovanni X mandò i suoi legati per mediare tramite un trattato di pace tra bulgari e croati. La Croazia fu elevata allo status di regno nel 925, quando il duca Tomislao fu incoronato re di Croazia riconosciuto dal papa con tale titolo.

## Sovrani
- Porga (? – 785)
- Višeslav (785 – 802)
- Borna (815 – 821)
- Ladislao (821 – 835)
- Mislav (835 – 845)
- Trpimir I (845 – 864)
- Domagoj (864-876)
- Iljko (876-878)
- Zdeslav (878 – 879 ca.)
- Branimir (879 ca. – 892)
- Muncimir (892 – 910)
- Tomislao I (910 – 925)